# 전남생명과학고등학교 축구부
전남생명과학고등학교 축구부는 전라남도 강진군에 위치한 전남생명과학고등학교의 축구부이다. 전남생명과학고등학교가 운영했었던 축구부로 2007년에 창단 됐었다.

## 참고 문헌
- “KFA 통합경기정보 시스템”. 대한축구협회.

## 같이 보기
- 전남생명과학고등학교